# 广发证券
广发证券股份有限公司（简称：广发证券，股票曾用名：延边公路、S延边路，深交所：000776，港交所：01776）是一家从事证券业务的股份制上市公司。

## 历史
广发证券前身是1991年9月8日成立的广东发展银行证券营业部，1993年成立广东广发证券公司，1996年与广东发展银行脱钩成为广发证券有限责任公司，2001年7月25日变更为广发证券股份有限公司。
1999年11月28日，广发证券受证监会委托托管海南华银国投各证券营业部。同年，接收广国投在广州、深圳的9家营业部，并于2001年正式收购。
2001年12月16日，广发证券接收锦州证券全部营业部，并以此为基础，外加先前成立的沈阳、大连各营业部，成立“广发北方证券”。2006年11月24日，广发北方证券并入广发证券。
2003年4月18日，广发证券参与华福证券增资重组，并将后者一度改名为“广发华福证券”。广发证券本打算推进两者整合，但遭到实质二股东福建省国资的强烈反对而作罢，又因为两者有同业竞争问题，广发证券于2011年11月3日将所持60.35%的华福证券股份出售给兴业信托等福建省属金融企业。
2005年8月，广发证券受证监会委托托管濒临破产的武汉证券各营业部，并在2006年5月，以2500万收购武汉证券全部经纪类证券资产和营业部。
2010年2月5日延边公路建设股份有限公司吸收合并原广发证券，同年2月12日在深圳证券交易所复牌，证券简称变更为现名，证券代码不变。
2015年4月10日，廣發證券H股在香港交易所主板上市。
2021年7月24日，中国证券监督管理委员会发布《2021年证券公司分类结果》，共有103家券商参与。其中广发证券被评为AA级。在之前证监会公布的2016年证券公司分类结果中，广发证券被评为BBB级。

## 股权之争
2020年2月9日晚辽宁成大公告显示，粤民投旗下韶关高腾拿下辽宁成大12.64%股权，成为辽宁成大第一大股东。以控股辽宁成大的方式，进而控股广发证券，是粤民投的路径所在。
广发证券2019年三季报显示，辽宁成大对广发证券完成了30万股的增持，持股比例达到16.40%，与第一大股东吉林敖东16.43%的持股相差仅为0.03%。